# Пйотр Яблонський
Пйотр Яблонський (пол. Piotr Jabłoński; нар. 15 січня 1975, Холм, Люблінське воєводство) — польський борець греко-римського стилю, учасник трьох чемпіонатів світу, трьох чемпіонатів Європи, бронзовий призер Ігор Балтійського моря, учасник Олімпійських ігор.

## Життєпис
Народився 15 січня 1975 року в Хелмі в багатодітній сім'ї Люціяна та Луції. Закінчив місцеве автотехнічне училище (1997) та 3-річний курс навчання в Інститут фізичної культури в Гожуві-Велькопольському (філія Академії фізичного виховання імені Євгеніуша Пясецького в Познані). Боротьбою почав займатися з 1985 року.
Виступав за спортивний клуб «Cement Gryf», Холм. Перший тренер — Кжиштов Грабчук. Згодом тренувався у клубі під керівництвом Яна Потоцького і Анджея Гломба, а в національній збірній — Станіслава Кшесінського і Ришарда Сверада. 7-разовий чемпіон Польщі (1992, 1994—1997, 2000, 2002).
Його кар'єра проходила в тіні набагато успішнішого в боротьбі старшого брата Даріуша.

## Спортивні результати на міжнародних змаганнях

### Виступи на Олімпіадах
| Змагання                    | Збірна | Вагова категорія                 | Місце |
| --------------------------- | ------ | -------------------------------- | ----- |
| Літні Олімпійські ігри 1996 | Польща | греко-римська боротьба, до 48 кг | 15    |

### Виступи на Чемпіонатах світу
| Змагання                        | Збірна | Вагова категорія                 | Місце |
| ------------------------------- | ------ | -------------------------------- | ----- |
| Чемпіонат світу з боротьби 1994 | Польща | греко-римська боротьба, до 48 кг | 22    |
| Чемпіонат світу з боротьби 1995 | Польща | греко-римська боротьба, до 48 кг | 15    |
| Чемпіонат світу з боротьби 1997 | Польща | греко-римська боротьба, до 54 кг | 12    |

### Виступи на Чемпіонатах Європи
| Змагання                         | Збірна | Вагова категорія                 | Місце |
| -------------------------------- | ------ | -------------------------------- | ----- |
| Чемпіонат Європи з боротьби 1996 | Польща | греко-римська боротьба, до 48 кг | 4     |
| Чемпіонат Європи з боротьби 1998 | Польща | греко-римська боротьба, до 54 кг | 16    |
| Чемпіонат Європи з боротьби 2000 | Польща | греко-римська боротьба, до 54 кг | 8     |

### Виступи на Чемпіонатах світу серед студентів
| Змагання                                        | Збірна | Вагова категорія                 | Місце |
| ----------------------------------------------- | ------ | -------------------------------- | ----- |
| Чемпіонат світу з боротьби серед студентів 1998 | Польща | греко-римська боротьба, до 54 кг | 5     |

### Виступи на Іграх Балтійського моря
| Змагання                    | Збірна | Вагова категорія                 | Місце  |
| --------------------------- | ------ | -------------------------------- | ------ |
| Ігри Балтійського моря 1997 | Польща | греко-римська боротьба, до 54 кг | Бронза |

### Виступи на інших змаганнях
| Змагання                                                      | Збірна | Вагова категорія                 | Місце  |
| ------------------------------------------------------------- | ------ | -------------------------------- | ------ |
| Тестовий турнір FILA 1998                                     | Польща | греко-римська боротьба, до 54 кг | Срібло |
| Тестовий турнір FILA 1998                                     | Польща | греко-римська боротьба, до 54 кг | Бронза |
| Олімпійський кваліфікаційний турнір з боротьби 2000 (Ташкент) | Польща | греко-римська боротьба, до 54 кг | 13     |

### Виступи на змаганнях молодших вікових груп
| Змагання                                       | Збірна | Вагова категорія                 | Місце  |
| ---------------------------------------------- | ------ | -------------------------------- | ------ |
| Чемпіонат світу з боротьби серед кадетів 1991  | Польща | греко-римська боротьба, до 47 кг | Золото |
| Чемпіонат світу з боротьби серед юніорів 1992  | Польща | греко-римська боротьба, до 54 кг | 7      |
| Чемпіонат Європи з боротьби серед юніорів 1993 | Польща | греко-римська боротьба, до 50 кг | 4      |
| Чемпіонат Європи з боротьби серед молоді 1992  | Польща | греко-римська боротьба, до 48 кг | 9      |
| Чемпіонат світу з боротьби серед молоді 1993   | Польща | греко-римська боротьба, до 48 кг | Бронза |
| Чемпіонат Європи з боротьби серед молоді 1994  | Польща | греко-римська боротьба, до 48 кг | 8      |
| Чемпіонат світу з боротьби серед молоді 1995   | Польща | греко-римська боротьба, до 52 кг | Срібло |